# Aleksandr Bielikow
Aleksandr Bielikow (ros. Александр Беликов, ur. 27 grudnia 1972) – rosyjski lekkoatleta specjalizujący się w biegach płotkarskich i sprinterskich. Sukcesy międzynarodowe odnosił w barwach ZSRR.
W 1990 r. zdobył w Płowdiwie brązowy medal mistrzostw świata juniorów w biegu na 400 m biegu na 400 metrów przez płotki (uzyskany czas: 50,22). Największy sukces w karierze odniósł w 1991 r. w Salonikach, zdobywając na mistrzostwach Europy juniorów złoty medal w biegu na 400 m ppł (uzyskany czas: 50,29). Wystąpił również w biegu sztafetowym 4 × 400 metrów, w którym reprezentanci Związku Radzieckiego zdobyli brązowy medal (uzyskany czas: 3:10,34).
W lekkoatletycznych mistrzostwach Rosji zdobył złoty medal w biegu na 400 m ppł (1993).
Rekord życiowy w biegu na 400 m ppł – 49,47 (8 lipca 1992, Lozanna).